# Krantór
Krantór (i. e. 4. század) görög filozófus.
A kilikiai Szoliból származott, a régi Akadémián oktató Xenokratész és Polemón tanítványa volt. Közeli barátságban állt Arkheszilaosszal és Kratésszel, halálakor vagyonát Arkheszilaoszra hagyta. Ó volt Platón Timaiosz című dialógusának első magyarázója. Írt a bánatról, készített egy vigasztaló iratot Hippoklészhez ennek gyermekei halála alkalmával, Cicero a Consolatióban saját vallomása szerint ezt követte, illetve sok gondolatát átvette a Tusculanumi dialógusokban. Plutarkhosz vagy Pszeudo-Plutarkhosz az Apolloniushoz írt vigasztaló iratában szintén forrásul használta. A munka Platón eszményi erkölcstanából merít vigaszt.